# Авердон
Авердон (фр. Averdon) насеље је и општина у централној Француској у региону Центар (регион), у департману Лоар и Шер која припада префектури Блоа.
По подацима из 2011. године у општини је живело 708 становника, а густина насељености је износила 24,3 становника/km². Општина се простире на површини од 29,14 km². Налази се на средњој надморској висини од 110 метара (максималној 131 m, а минималној 87 m).

## Демографија
| 1962. | 1968. | 1975. | 1982. | 1990. | 1999. | 2011. |
| ----- | ----- | ----- | ----- | ----- | ----- | ----- |
| 341   | 348   | 427   | 605   | 631   | 643   | 708   |

График промене броја становника у току последњих година